# ピラジナミド
ピラジナミド（Pyrazinamide）とは結核の治療に使用される薬物の一つである。ピラジナミドは主に静菌的に作用するが、活発に分裂する結核菌に対しては殺菌的に作用する。
治療初期に有効であり、リファンピシン、イソニアジドとの併用により再発率が低下するとされている。

## 略語表記
PZAないしZが略語表記として一般的である。

## 用法と薬剤形態
20-25mg/kgを毎日投与、または50-70mg/kgを週3回投与する。
イギリス胸部疾患学会の定めるガイドラインでは、体重が50kg未満の患者には1日1.5gを投与し、50kg以上の患者には1日2gを投与すると定めている。
ピラジナミドは非専売化されており、多様な種類の形態のものが出回っている。ピラジナミドの錠剤は一般に500mg錠であり、結核の標準的な治療法の主体となっている。一部の患者には、ピラジナミド錠は大きすぎて飲み込めないため、シロップ剤を代わりに投与することもある。
ピラジナミドは、イソニアジドやリファンピシンといった他の抗結核薬との合剤のかたちでも製造されている。リファタールが好例である。
日本で2009年10月現在において販売されているピラジナミドは、ピラマイド原末（散剤）のみで、錠剤はない。

## 薬物動態学
ピラジナミドは経口投与でも吸収が良好である。炎症を起こした脳脊髄膜を通り抜けるので、結核性髄膜炎に必須の治療薬のひとつとなっている。ピラジナミドは肝臓で代謝を受け、代謝物は腎臓から排出される。
ピラジナミドは英国その他の国では妊婦にも適用されている。WHOでは妊婦に投与しても問題ないと認めていて、安全性を確証する臨床データも豊富に揃っているためである。米国では、安全性が充分に確立されていないとして、妊婦へのピラジナミドの投与は行われていない。日本でも、安全性の未確立を理由として、妊婦への投与は治療上の有益性が危険性を上回るときのみに限られている。ピラジナミドは血液透析によって除去されるため、ピラジナミドの投与は透析の終わりごろにすべきであるとされる。

## 臨床上の使用
結核の治療において、ピラジナミドはイソニアジドやリファンピシンといった他の抗結核薬と組み合わせることでのみ使用され、決して単独で使用されることはない。また結核以外での適応もない。さらに、他のマイコバクテリウム属の細菌による疾患を治療する目的で使われることもない。ウシ型結核菌やらい菌は、生得的にピラジナミドに対して抵抗性を持つ。ピラジナミドは宿主細胞の外で旺盛に増殖する結核菌よりも宿主細胞内に寄生し代謝の低下した菌に対して有効であり、治療期間を短縮する目的で治療の最初の2か月間に投与される。ピラジナミドを使用しない治療計画では、治療に9か月かそれ以上を要する。
ピラジナミドとリファンピシンの併用は、潜在性結核の治療にしばしば用いられる手法である。
ピラジナミドは抗尿酸排泄効果を示すことがあるため、高尿酸血症や高尿酸尿症の原因の診断に適用外使用されることがある。ピラジナミドは尿酸トランスポーター (URAT1) に作用する。
ピラジナミドは、抗インフルエンザウイルス剤ファビピラビルとの併用で血中尿酸値を上昇させる。ピラジナミド投与下でのファビピラビル併用投与には注意を要する。
ピラジナミド1.5g1日1回、ファビピラビル1200/400mg1日2回が投与されたとき、血中尿酸値はピラジナミド単独投与時及びファビピラビル併用投与時でそれぞれ11.6mg/dl及び13.9mg/dlであった。

## 作用機序
ピラジナミドは結核菌の増殖を停止させるプロドラッグである。
結核菌はピラジナミドを活性型のピラジン酸に変換する酵素ピラジナミダーゼ（PncA）を有しているが、この酵素は酸性下でのみ機能することから、結核菌が存在する病変部やマクロファージのファゴソーム内等の酸性環境下ではピラジナミドの抗結核作用が著しく増す。
ピラジン酸の主な作用機序としては、1型脂肪酸合成酵素（FAS I）による脂肪酸（C24-C26）合成の阻害を介した細胞膜合成阻害が知られるが、一方で同モデルを疑問視する報告もなされている。他の機序として、キノリン酸ホスホリボシルトランスフェラーゼ（QPRT）によるNAD+生合成の阻害、リボソームS1タンパク質（RpsA）によるtmRNAを介したtrans-translationの阻害（ただしRpsAは抗菌作用には無関係とする報告もあり）、Rv2783を介した様々な核酸代謝系の阻害、アスパラギン酸脱炭酸酵素（PanD）による補酵素A生合成の阻害等が提唱されている。
なお、ピラジナミダーゼ遺伝子(pncA)は、結核菌のピラジナミド耐性獲得の原因とされる。

## 副作用
ピラジナミドの副作用のうちで最も頻度の高い（およそ1%）ものは、関節痛であるが、大抵はそれほど激しいものではなく、ピラジナミドの服用を中止するまでには至らない。
ピラジナミドの副作用で最も危険性の高いものは肝毒性である。これは用量依存的に生じる。ピラジナミドの1日投与量は、以前は40-70mg/kgであったが、推奨投与量が低く設定しなおされた結果、薬物性の肝炎の事例が有意に減少した。標準的な4剤併用治療（イソニアジド、リファンピシン、ピラジナミド、エタンブトール）のうちで、ピラジナミドが薬物性肝炎の原因因子として最も一般的である。ピラジナミドを原因とする肝炎を、イソニアジドやリファンピシンを原因とする肝炎と鑑別するのは困難であり、実験的に薬物を投与して判断する必要がある。
他の副作用としては、吐気、嘔吐、食欲不振、鉄芽球性貧血、蕁麻疹、発疹、瘙痒、高尿酸血症、排尿障害、間質性腎炎、不安感がある。まれにポルフィリン症や発熱もみられる。